# Esther Ouwehand
Esther Ouwehand (Katwijk (ZH), 10 juni 1976) is een Nederlands politica namens de Partij voor de Dieren. Namens die partij is zij sinds 2006 – met onderbrekingen – lid van de Tweede Kamer.

## Biografie
Na het vwo volgde ze de niet afgeronde opleiding Beleid, Communicatie & Organisatie  aan de Vrije Universiteit Amsterdam.
Na een aanvankelijke apolitieke carrière in de marketing van jongerentijdschriften, Tina, Fancy en Yes, bij Sanoma Uitgevers is Ouwehand sinds oktober 2002 betrokken bij de Partij voor de Dieren. Daar werd zij in 2004 coördinator van het partijbureau. In die functie werkte ze aan de opbouw van de partijorganisatie. Ze heeft een achtergrond in het jongerenwerk en is bestuurslid van jongerencentrum "De Schuit" in Katwijk.

### Kamerlidmaatschap
Bij de landelijke verkiezingen van 2006 was Ouwehand tweede op de kiezerslijst van de partij en was zij sterk betrokken bij de verkiezingscampagne. Zij had een belangrijk aandeel in de formulering van het verkiezingsprogramma. Op 30 november 2006 werd zij beëdigd als Tweede Kamerlid voor de Partij voor de Dieren.
Op de kandidatenlijst voor de Tweede Kamerverkiezingen van 2010 zou Ouwehand aanvankelijk niet worden opgenomen. Op het partijcongres van 25 april 2010 werd ze alsnog op de lijst geplaatst, waardoor zij herkozen werd. Van de leden stemden er 184 voor plaatsing op de lijst, 140 van de aanwezigen stemden tegen. Tijdens het zwangerschapsverlof van Marianne Thieme in 2012 was Ouwehand fractievoorzitter.
Bij de Tweede Kamerverkiezingen van 2012 stond Ouwehand eveneens op plaats twee van de kandidatenlijst, waardoor zij wederom herkozen werd.
Van 17 november 2015 tot en met 17 oktober 2016 werd Ouwehand tijdens haar ziekteverlof als lid van de Tweede Kamer vervangen door Frank Wassenberg.

#### Fractievoorzitter
Van 11 oktober 2018 tot 31 januari 2019 was Ouwehand fractievoorzitter vanwege ziekteverlof van Thieme. In oktober 2019 nam Ouwehand het fractievoorzitterschap van de partij voorlopig over na het vertrek van Thieme. Aansluitend werd zij door de partij als lijsttrekker gekozen voor de Tweede Kamerverkiezingen 2021. Zij gaf sinds die verkiezingen leiding aan een fractie van zes leden.
Op 11 oktober 2022 legde ze tijdelijk haar taken als parlementslid en fractievoorzitter neer vanwege overbelasting. Op 2 februari 2023 keerde ze terug in de Tweede Kamer.
Na de val in 2023 van het kabinet-Rutte IV werd ze kandidaat-lijsttrekker voor de tussentijdse Tweede Kamerverkiezingen van november dat jaar. Het partijbestuur droeg haar in september echter niet voor als lijsttrekker, noch op een andere plek op de kandidatenlijst, omdat volgens het partijbestuur melding was gedaan van meerdere door haar mogelijk gepleegde integriteitsovertredingen. Later bleek uit een brief, gestuurd door Ouwehand aan het partijbestuur, dat Ouwehand daarmee al langer in de clinch lag. Ouwehand vond dat het bestuur niet de stappen had gezet voor de “broodnodige democratisering van de partij”. Op 13 september 2023 besloot het bestuur alsnog Ouwehand als lijsttrekker voor te dragen en zelf op te stappen. Op 24 september trad Ouwehand vooralsnog tijdelijk terug als kandidaat-lijsttrekker en fractievoorzitter totdat er meer duidelijkheid was over de meldingen tegen haar wegens integriteitsschendingen. Op 6 oktober 2023 gaf het nieuw gekozen bestuur aan dat het tot de conclusie was gekomen dat Ouwehand geen integriteitsschendingen had begaan. Ouwehand liet daarop weten weer door te gaan als lijsttrekker.

## Electorale historie
| Verkiezing                                          | Partij | Positie    | Stemmen | Resultaat     |
| --------------------------------------------------- | ------ | ---------- | ------- | ------------- |
| Tweede Kamerverkiezingen 2006                       | PvdD   | 2 (lijst)  | 4.370   | Verkozen      |
| Europese Parlementsverkiezingen 2009                | PvdD   | 14 (lijst) | 2.135   | Niet verkozen |
| Tweede Kamerverkiezingen 2010                       | PvdD   | 2 (lijst)  | 12.713  | Verkozen      |
| Tweede Kamerverkiezingen 2012                       | PvdD   | 2 (lijst)  | 11.573  | Verkozen      |
| Gemeenteraadsverkiezingen 2014 in Leiden            | PvdD   | 13         | 129     | Niet verkozen |
| Europese Parlementsverkiezingen 2014                | PvdD   | 12 (lijst) | 3.292   | Niet verkozen |
| Provinciale Statenverkiezingen 2015 in Zuid-Holland | PvdD   | 19         |         | Niet verkozen |
| Tweede Kamerverkiezingen 2017                       | PvdD   | 2 (lijst)  | 18.936  | Verkozen      |
| Gemeenteraadsverkiezingen 2018 in Leiden            | PvdD   | 10         | 357     | Niet verkozen |
| Provinciale Statenverkiezingen 2019 in Zuid-Holland | PvdD   | 20         | 3.013   | Niet verkozen |
| Europese Parlementsverkiezingen 2019                | PvdD   | 20 (lijst) | 11.215  | Niet verkozen |
| Tweede Kamerverkiezingen 2021                       | PvdD   | 1 (lijst)  | 282.525 | Verkozen      |
| Tweede Kamerverkiezingen 2023                       | PvdD   | 1 (lijst)  | 160.460 | Verkozen      |

Bron: Verkiezingsuitslagen (Kiesraad)

## Persoonlijk
Ouwehand is protestants opgevoed. Later werd ze agnost. Ouwehand is veganist.
Ines Kostić · Esther Ouwehand · Christine Teunissen
Stephan van Baarle (DENK) · 
Thierry Baudet (FVD) · 
Mirjam Bikker (CU) · 
Henri Bontenbal (CDA) · 
Laurens Dassen (Volt) · 
Jimmy Dijk (SP) · 
Joost Eerdmans (JA21) · 
Rob Jetten (D66) · 
Esther Ouwehand (PvdD) · 
Caroline van der Plas (BBB) · 
Chris Stoffer (SGP) · 
Frans Timmermans (GL-PvdA) · 
Nicolien van Vroonhoven (NSC) · 
Geert Wilders (PVV) · 
Dilan Yeşilgöz (VVD)
- Parlement.com: vhfk2riblcwm